# Jean-Louis Georgelin
Ne doit pas être confondu avec Jean-Louis Gergorin.
Jean-Louis Georgelin, né le 30 août 1948 à Aspet (Haute-Garonne) et mort le 18 août 2023 à Bordes-Uchentein (Ariège), est un militaire de carrière français.
Général d'armée, il est chef de l'état-major particulier du président de la République de 2002 à 2006, chef d'état-major des armées de 2006 à 2010, puis grand chancelier de la Légion d'honneur de 2010 à 2016.
Il préside l'établissement public chargé de la conservation et de la restauration de la cathédrale Notre-Dame de Paris de 2019 à sa mort accidentelle en 2023.

## Biographie

### Formation
Jean-Louis Georgelin est le fils du capitaine Jacques Georgelin. Il est issu d'une fratrie de trois enfants. Il effectue ses études secondaires au Prytanée national militaire de La Flèche.
Admis à l'École spéciale militaire de Saint-Cyr en septembre 1967, promotion Lieutenant-colonel-Brunet-de-Sairigné (1967-1969), Jean-Louis Georgelin choisit à l'issue de sa formation de servir dans l'infanterie et rejoint l'École d'application de l'infanterie à Montpellier.

### Affectations
À l'été 1970, le lieutenant Georgelin est affecté au 9e régiment de chasseurs parachutistes où il tient les fonctions de chef de section. Il retourne à Montpellier en 1973 comme instructeur à l'École d'application de l'infanterie.
Trois ans plus tard, il est muté comme capitaine au 153e régiment d'infanterie de Mutzig (Bas-Rhin) où il prend le commandement d'une compagnie d'éclairage de brigade
À l'issue de son commandement, il est affecté durant un an au centre d'exploitation du renseignement militaire avant de rejoindre l'état-major de l'Armée de terre où il devient aide de camp du chef d'état-major.
Promu commandant, il part pour Fort Leavenworth au Kansas, aux États-Unis, afin de suivre le Command and General Staff College, à l'issue duquel il rejoint l'École supérieure de guerre à Paris. Muté en 1985 à l'École spéciale militaire de Saint-Cyr, le lieutenant-colonel Georgelin commande un bataillon durant trois ans, avant de réintégrer l'état-major de l'Armée de terre où il dirige la section « Études et prospectives » du bureau « Planification-finances ».
De 1991 à 1993, il assure le commandement du 153e régiment d'infanterie à Mutzig avant d'être pendant un an auditeur au Centre des hautes études militaires (CHEM) et à l'Institut des hautes études de Défense nationale (IHEDN), puis adjoint au chef du cabinet militaire du Premier ministre de 1994 à 1997.

### Officier général
Promu général de brigade en 1997, Jean-Louis Georgelin est nommé général adjoint à la 11e division parachutiste et rejoint la Force de stabilisation (SFOR) en Bosnie-Herzégovine, chargé de faire appliquer les accords de Dayton, pour y occuper les fonctions de chef du bureau « Plans and Policy ».
Il est ensuite affecté à l'état-major des armées d'abord en tant que chef de la division « Plans et programmes » puis comme sous-chef d'état-major « Plans ».
Il est promu général de division en août 2000 et aux rang et appellation de général de corps d'armée en octobre 2002. Chef de l'état-major particulier du président de la République Jacques Chirac en 2002, il est promu général d'armée le 3 octobre 2003, avant d'être nommé chef d'état-major des armées le 4 octobre 2006.

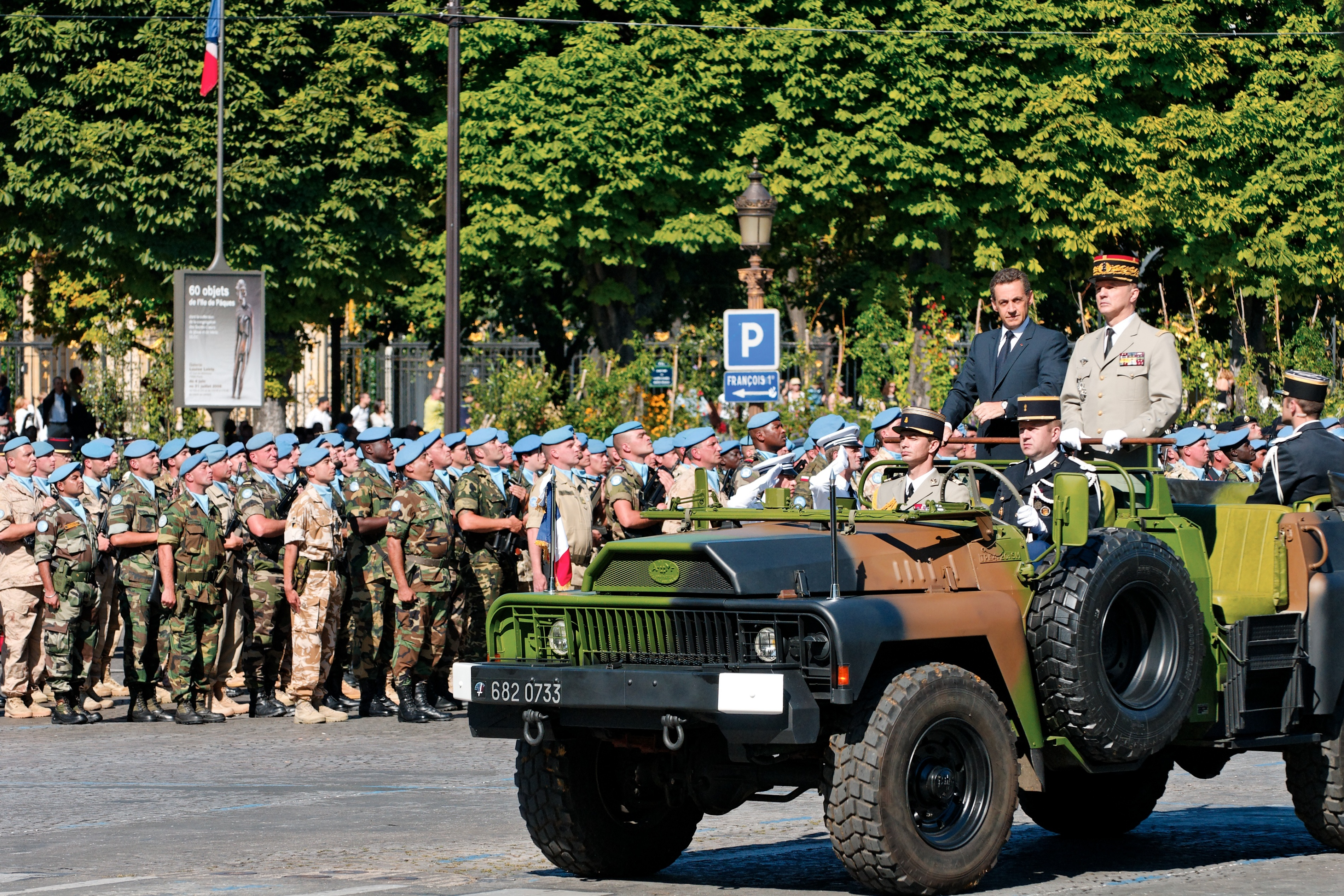
Le général Jean-Louis Georgelin, chef d'État-Major des armées, aux côtés du président Nicolas Sarkozy en 2008, passant en revue les troupes lors du défilé militaire du 14 Juillet.

Il est admis dans la deuxième section des officiers généraux le 28 février 2010.

### Grand chancelier de la Légion d'honneur
Le 9 juin 2010, le général d'armée Georgelin est nommé grand chancelier de l'ordre national de la Légion d'honneur et chancelier de l'ordre national du Mérite. À ce titre, il présente le grand collier de la Légion d'honneur à François Hollande lors de son investiture comme président de la République, le 15 mai 2012. Il est nommé grand chancelier par intérim après six ans de mandat, à compter du 10 juin 2016. Le 1er septembre suivant, le général d'armée Benoît Puga lui succède.

### Reconstruction de la cathédrale Notre-Dame de Paris
Le 17 avril 2019, à la suite de l'incendie de Notre-Dame de Paris et en vue de la reconstruction de la cathédrale, Jean-Louis Georgelin est nommé en Conseil des ministres à la tête d'une mission de représentation spéciale « afin de veiller à l'avancement des procédures et des travaux qui seront engagés »,. Il est décrit par Le Monde comme « un excellent connaisseur des questions de patrimoine ».
Lors d’un échange à l'Assemblée nationale le 13 novembre 2019, il déclare avoir demandé à Philippe Villeneuve, architecte en chef des monuments historiques, « qu'il ferme sa gueule » (sic), alors que ce dernier avait à plusieurs reprises affirmé publiquement son souhait de reconstruire la flèche à l'identique,, dans le respect du Code du patrimoine et des engagements internationaux de la France, et en accord avec la charte de Venise. La sortie du général provoque la « stupeur », y compris au ministère de la Culture,. Mais le principal intéressé ne lui en tient pas rigueur, déclarant, peu après sa disparition : « Je trouvais en lui un partenaire fiable. […] Le général a été le maître d’ouvrage parfait. Il sera difficile de trouver, pour le remplacer, une personne dotée à la fois de tant de charisme et d’une connaissance aussi précise des détails du chantier et des arcanes de sa gestion. »
Jean-Louis Georgelin est nommé président de l'établissement public chargé de la conservation et de la restauration de la cathédrale Notre-Dame de Paris le 2 décembre 2019.

### Autres activités
Contrairement à une information répandue, Jean-Louis Georgelin a démenti être un oblat chez les bénédictins, bien qu'il fréquente régulièrement l'abbaye de Solesmes depuis ses années de scolarité au Prytanée national militaire. Il est membre de l'Académie catholique de France,.
En 2003, il est l'invité du club Le Siècle, avant d'y être coopté en 2007.
Après sa retraite de l'armée, il enseigne à Sciences Po Paris.

### Mort
Jean-Louis Georgelin meurt le 18 août 2023 d'une chute en montagne, au cours d'une randonnée au sommet du mont Valier (2 838 m) sur le territoire de la commune de Bordes-Uchentein en Ariège. Son corps est retrouvé dans la soirée par le peloton de gendarmerie de haute montagne sur les pentes du mont Valier en contrebas du col de Faustin,.
Ses obsèques ont lieu le 31 août dans son village natal d’Aspet, en Haute-Garonne,.

### Hommages et remerciements
Avant ses obsèques, un hommage national lui est rendu aux Invalides le 25 août 2023, présidé par le président de la République,.
Le rôle-clé qu'il a joué dans la reconstruction de Notre-Dame est aussi salué par de nombreuses personnalités du projet de reconstruction, de la politique ou de la presse,,,, et par le président Emmanuel Macron lors de la cérémonie de pré-ouverture de la cathédrale, le 29 novembre 2024.

## Distinctions

### Décorations françaises
- Grand-croix de la Légion d'honneur (2010[35])
- Grand-croix de l'ordre national du Mérite
- Commandeur de l'ordre des Palmes académiques (2012) [36]
- Commandeur de l'ordre du Mérite agricole (2015)
- Commandeur de l'ordre des Arts et des Lettres
- Médaille commémorative française, agrafe « Ex-Yougoslavie »
- Médaille de l'OTAN pour l'ex-Yougoslavie

### Décorations étrangères
- Grand-croix de l'ordre de Bernardo O'Higgins (en) (Chili)
- Grand-croix de l'ordre du mérite militaire (Maroc)
- Grand-croix avec épées de l'ordre pro Merito Militensi (ordre souverain de Malte)
- Grand cordon de l'ordre de l'Excellence (Pakistan)
- Grand-croix de l'ordre des services distingués militaires (Singapour)
- Grand-croix du Mérite de l'ordre équestre du Saint-Sépulcre de Jérusalem (Vatican)
- Grand officier de l'ordre du roi Abdelaziz (Arabie saoudite)
- Grand officier de l'ordre du Mérite de la République italienne
- Grand officier de l'ordre de Saint-Charles de Monaco
- Grand officier de l'ordre militaire de Saint-Benoit d'Aviz (Portugal)
- Commandeur de l'ordre du Mérite de la République fédérale d'Allemagne
- Commandeur de l'ordre de Léopold (Belgique)
- Commandeur de l'ordre du Mérite du Bénin
- Commandeur de l'ordre national de la Croix du Sud du Brésil
- Commandeur de l'ordre du Mérite centrafricain
- Commandeur de la Legion of Merit (États-Unis)
- Commandeur de l'ordre d'Isabelle la Catholique (Espagne)
- Commandeur de l'ordre du Mérite de la république de Hongrie
- Commandeur de l'ordre national du Mali
- Commandeur de l'ordre de la Valeur (Cameroun)
- Bande de l'ordre de l'Aigle aztèque (Mexique)
- Commandeur de l'ordre national du Niger
- Commandeur de l'ordre du Mérite (Pologne[37])
- Commandeur de l'ordre de l'Empire britannique, version militaire (Royaume-Uni)
- Commandeur de l'ordre national du Tchad